# Urgan, l'enfant de l'Himalaya
Pour plus de détails, voir Fiche technique et Distribution.
Urgan, l'enfant de l'Himalaya est un  documentaire français réalisé par Corinne Glowacki et Philippe Bigot en 2003.

## Synopsis
Urgan est un garçon de 9 ans qui vit à Tangyer, un village isolé à 3 800 mètres d'altitude, situé dans la vallée de la Nubra au Ladakh, au Nord de l'Himalaya. Sa famille veut qu'il devienne Lama. Urgan va devoir quitter sa famille pour rejoindre son monastère. Accompagné de son cousin de 19 ans, Norbou, ils marchent ensemble durant cinq jours, en traversant notamment le col de Wari La jusqu'au monastère.

## Fiche technique
- Titre : Urgan, l'enfant de l'Himalaya
- Réalisation : Corinne Glowacki et Philippe Bigot
- Images : Philippe Bigot
- Son : Albert Simhon
- Montage : Michel Huguet
- Musique : Benoît Pimont
- Commentaire : Corinne Glowacki
- Production : Manuel Catteau
- Sociétés de production : ZED, en association avec France 3, Faut pas rêver, avec la participation du Centre National de la Cinématographie
- Pays d'origine :  France
- Durée : 53 minutes
- Année : 2003